# زبان‌های چک-اسلواکی
چک-اسلواکی شاخه‌ای از زبان‌های اسلاوی غربی متشکل از دو زبان چکی و اسلواکی است.
بیشتر گونه‌های چکی و اسلواکی به دارای درک متقابل هستند و این دو به جای اینکه دو زبان متمایز باشند، یک زنجیره گویشی را شکل می‌دهند. گونه‌های معیار این دو زبان به دلیل واژگان، املا، تلفظ، واج‌شناسی و وندهای متفاوت به راحتی قابل تشخیص است. گویش‌های اسلواکی شرقی واگراترند و یک زنجیره گویشی گسترده‌تری را با زیرگروه لخی اسلاوی غربی، به ویژه لهستانی، تشکیل می‌دهند.
نام «زبان چکسلواکی» بیشتر مختص یک گونه معیار نوشتاری رسمی است که برای وحدت چکی و اسلواکی در قرن نوزدهم ایجاد شده‌است (اما بیشتر بر اساس چکی است).

## متن نمونه
در زیر متن ماده ۱ اعلامیه جهانی حقوق بشر (توسط سازمان ملل) به زبان‌های چکی و اسلواکی ارائه شده‌است:
فارسی: تمام ابنای بشر آزاد زاده شده و در حرمت و حقوق با هم برابرند. عقلانیت و وجدان به آن‌ها ارزانی شده و لازم است تا با یکدیگر عادلانه و برادرانه رفتار کنند.
چکی: Všichni lidé se rodí svobodní a sobě rovní v důstojnosti i právech. Jsou nadáni rozumem a svědomím a mají spolu jednat v duchu bratrství.
اسلواکی:
Všetci ľudia sa rodia slobodní a rovní v dôstojnosti aj právach. Sú obdarení rozumom a svedomím a majú sa k sebe správať v duchu bratstva.